# Tăuți, Cluj

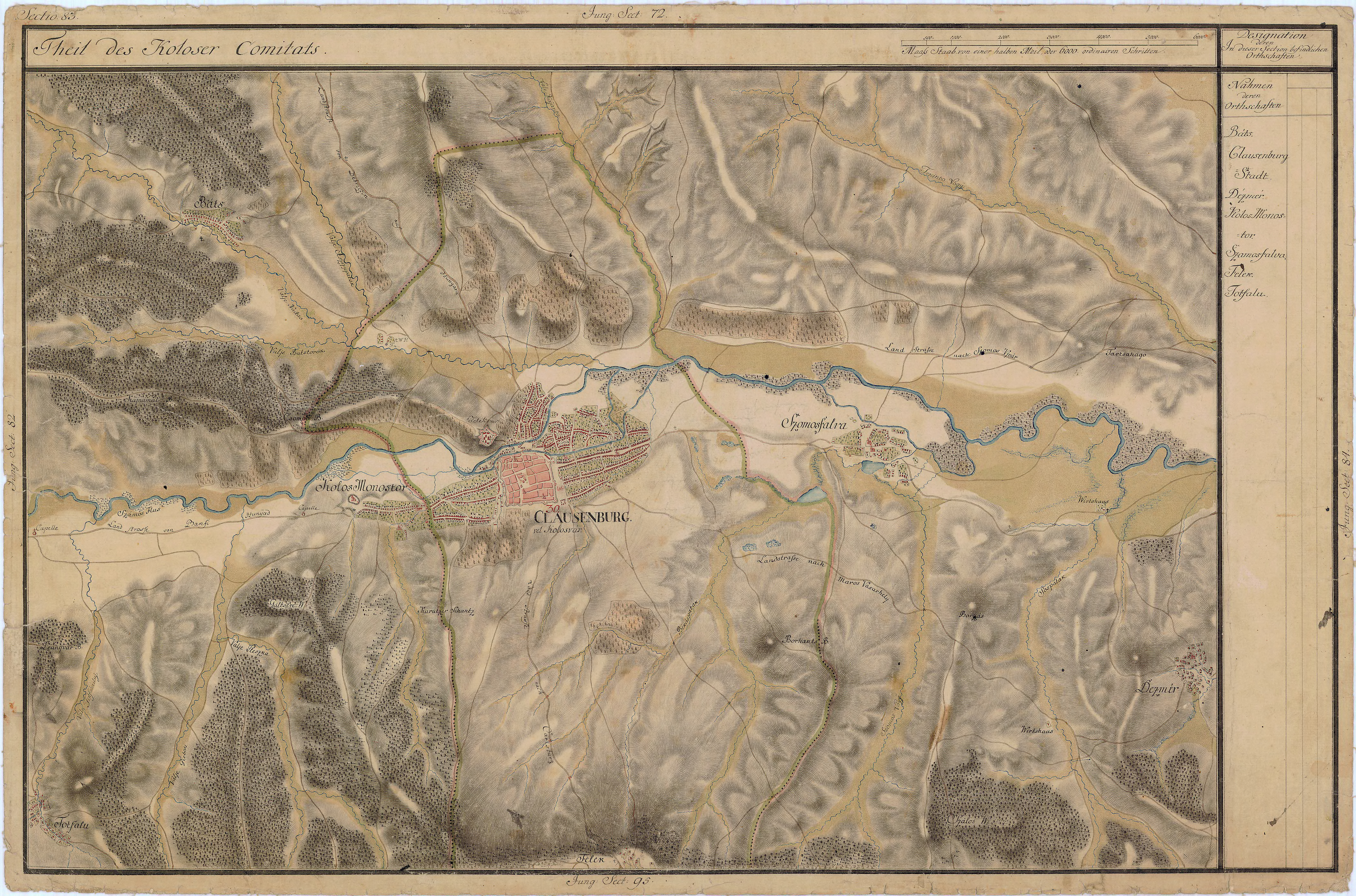
Tăuţi pe Harta Iosefină a Transilvaniei, 1769-1773 (Sectio 083)

Tăuți (în maghiară Kolozstótfalu, colocvial Tótfalu, în trad. "Satul slovac") este un sat în comuna Florești din județul Cluj, Transilvania, România. Cuvântul „tót” amintește de conlocuitorii slovaci de odinioară.
Pe Harta Iosefină a Transilvaniei din 1769-1773 (Sectio 083), localitatea apare sub numele de „Totfalu”.

## Date geografice
Localitatea se află la o distanță de aproximativ 10 km de municipiul Cluj.
Este o zonă cu un mare potențial turistic fiind la doar 3 km de șoseaua europeană E60. 
Are un relief predominat de deal, cu păduri de foioase de peste 100 de ani care se află de jur-împrejurul satului, pe dealurile care îl înconjoară.

## Demografie
În secolul al XV-lea avea o populație de origină etnică mixtă. În jurul anului 1600 partea ungurească a satului a fost devastată (și astazi încă acel teren se numește „Pusta”).
În acest sat trăiesc în prezent aproximativ 220 de persoane.

## Obiective turistice
În Tăuți se află Cetatea Fetei (Leányvár).
Un alt obiectiv turistic este Biserica de lemn din Tăuți, monument istoric din lemn de stejar, despre care se estimează că a fost construită în anul 1800, fiind vizibilă pictura care se păstrează destul de bine. Hramul bisericii este „Sfinții Arhangheli Mihail și Gavriil".
Satul are aproape toate utilitățile: curent, telefon internațional, internet, gaz metan, apă potabilă, cablu TV.